# Спинета (Венарота)
Спинета (итал. Spineta) је засеок у општини Венарота у Италији, у округу Асколи Пичено, региону Марке.
Према процени из 2011. у насељу је живело 14 становника. Насеље се налази на надморској висини од 358 м.